# Stamboom Magdalena van Waldeck-Wildungen
Dit is de stamboom van gravin Magdalena van Waldeck-Wildungen (1558–1599).
| Stamboom Magdalena van Waldeck-Wildungen (1558–1599) | Stamboom Magdalena van Waldeck-Wildungen (1558–1599) | Stamboom Magdalena van Waldeck-Wildungen (1558–1599)                                             | Stamboom Magdalena van Waldeck-Wildungen (1558–1599)                                        | Stamboom Magdalena van Waldeck-Wildungen (1558–1599) | Stamboom Magdalena van Waldeck-Wildungen (1558–1599)                                        | Stamboom Magdalena van Waldeck-Wildungen (1558–1599) | Stamboom Magdalena van Waldeck-Wildungen (1558–1599) | Stamboom Magdalena van Waldeck-Wildungen (1558–1599)                                        | Stamboom Magdalena van Waldeck-Wildungen (1558–1599) | Stamboom Magdalena van Waldeck-Wildungen (1558–1599) | Stamboom Magdalena van Waldeck-Wildungen (1558–1599)                                                       | Stamboom Magdalena van Waldeck-Wildungen (1558–1599) | Stamboom Magdalena van Waldeck-Wildungen (1558–1599) | Stamboom Magdalena van Waldeck-Wildungen (1558–1599)                                                       | Stamboom Magdalena van Waldeck-Wildungen (1558–1599) | Stamboom Magdalena van Waldeck-Wildungen (1558–1599)                                                       |
| ---------------------------------------------------- | --- | ------------------------------------------------------------------------------------------------ | ------------------------------------------------------------------------------------------- | --- | ------------------------------------------------------------------------------------------- | --- | --- | ------------------------------------------------------------------------------------------- | --- | --- | --- | --- | --- | --- | --- | --- |
| Betovergrootouders                                   | Wolraad I van Waldeck-Waldeck (ca. 1399–1475) ⚭ vóór 1440 Barbara van Wertheim (1420/22–na 1443) | Wolraad I van Waldeck-Waldeck (ca. 1399–1475) ⚭ vóór 1440 Barbara van Wertheim (1420/22–na 1443) | Johan IV van Nassau-Siegen (1410–1475) ⚭ 1440 Maria van Loon-Heinsberg (1424–1502)          | Johan IV van Nassau-Siegen (1410–1475) ⚭ 1440 Maria van Loon-Heinsberg (1424–1502) | Diederik IV van Runkel (?–1462) ⚭ Anastasia van Isenburg-Wied (?–1429)                      | Diederik IV van Runkel (?–1462) ⚭ Anastasia van Isenburg-Wied (?–1429) | Johan VII van Rollingen (?–1457) ⚭ ca. 1437 Margaretha van Sierck (?–1496) | Johan VII van Rollingen (?–1457) ⚭ ca. 1437 Margaretha van Sierck (?–1496)                  | Gerlach I van Isenburg-Grenzau (?–1485) ⚭ 1425 Jutta van Eppstein-Münzenberg (?–1455) | Gerlach I van Isenburg-Grenzau (?–1485) ⚭ 1425 Jutta van Eppstein-Münzenberg (?–1455) | Arnold VII van Sierck (?–1440) ⚭ Eva van Stein (?–1485)                                                    | Arnold VII van Sierck (?–1440) ⚭ Eva van Stein (?–1485) | Nicolaas VI van Hunolstein-Neumagen (?–1453) ⚭ ? (?–?) | Nicolaas VI van Hunolstein-Neumagen (?–1453) ⚭ ? (?–?)                                                     | Johan IV van Boulay (?–1468) ⚭ 1435 Elisabeth van Autel (?–1475)                                                                                                  | Johan IV van Boulay (?–1468) ⚭ 1435 Elisabeth van Autel (?–1475)                                           |
| Overgrootouders                                      | Filips I van Waldeck-Waldeck (1445–1475) ⚭ 1464 Johanna van Nassau-Siegen (1444–1468) | Filips I van Waldeck-Waldeck (1445–1475) ⚭ 1464 Johanna van Nassau-Siegen (1444–1468)            | Filips I van Waldeck-Waldeck (1445–1475) ⚭ 1464 Johanna van Nassau-Siegen (1444–1468)       | Filips I van Waldeck-Waldeck (1445–1475) ⚭ 1464 Johanna van Nassau-Siegen (1444–1468) | Willem van Runkel (?–1489) ⚭ 1454 Irmgard van Rollingen (?–1514)                            | Willem van Runkel (?–1489) ⚭ 1454 Irmgard van Rollingen (?–1514) | Willem van Runkel (?–1489) ⚭ 1454 Irmgard van Rollingen (?–1514) | Willem van Runkel (?–1489) ⚭ 1454 Irmgard van Rollingen (?–1514)                            | Gerlach II van Isenburg-Grenzau (?–1500) ⚭ 1455 Hildegard van Sierck (?–1490) | Gerlach II van Isenburg-Grenzau (?–1500) ⚭ 1455 Hildegard van Sierck (?–1490) | Gerlach II van Isenburg-Grenzau (?–1500) ⚭ 1455 Hildegard van Sierck (?–1490)                              | Gerlach II van Isenburg-Grenzau (?–1500) ⚭ 1455 Hildegard van Sierck (?–1490) | Hendrik van Hunolstein-Neumagen (?–1486) ⚭ 1466 Elisabeth van Boulay (?–1507) | Hendrik van Hunolstein-Neumagen (?–1486) ⚭ 1466 Elisabeth van Boulay (?–1507)                              | Hendrik van Hunolstein-Neumagen (?–1486) ⚭ 1466 Elisabeth van Boulay (?–1507)                                                                                     | Hendrik van Hunolstein-Neumagen (?–1486) ⚭ 1466 Elisabeth van Boulay (?–1507)                              |
| Grootouders                                          | Hendrik VIII van Waldeck-Wildungen (1465–1513) ⚭ vóór 1492 Anastasia van Runkel (?–1502/03) | Hendrik VIII van Waldeck-Wildungen (1465–1513) ⚭ vóór 1492 Anastasia van Runkel (?–1502/03)      | Hendrik VIII van Waldeck-Wildungen (1465–1513) ⚭ vóór 1492 Anastasia van Runkel (?–1502/03) | Hendrik VIII van Waldeck-Wildungen (1465–1513) ⚭ vóór 1492 Anastasia van Runkel (?–1502/03) | Hendrik VIII van Waldeck-Wildungen (1465–1513) ⚭ vóór 1492 Anastasia van Runkel (?–1502/03) | Hendrik VIII van Waldeck-Wildungen (1465–1513) ⚭ vóór 1492 Anastasia van Runkel (?–1502/03) | Hendrik VIII van Waldeck-Wildungen (1465–1513) ⚭ vóór 1492 Anastasia van Runkel (?–1502/03) | Hendrik VIII van Waldeck-Wildungen (1465–1513) ⚭ vóór 1492 Anastasia van Runkel (?–1502/03) | Salentijn VII van Isenburg-Grenzau (vóór 1470–1534) ⚭ Elisabeth van Hunolstein-Neumagen (ca. 1475–1536/38) | Salentijn VII van Isenburg-Grenzau (vóór 1470–1534) ⚭ Elisabeth van Hunolstein-Neumagen (ca. 1475–1536/38) | Salentijn VII van Isenburg-Grenzau (vóór 1470–1534) ⚭ Elisabeth van Hunolstein-Neumagen (ca. 1475–1536/38) | Salentijn VII van Isenburg-Grenzau (vóór 1470–1534) ⚭ Elisabeth van Hunolstein-Neumagen (ca. 1475–1536/38) | Salentijn VII van Isenburg-Grenzau (vóór 1470–1534) ⚭ Elisabeth van Hunolstein-Neumagen (ca. 1475–1536/38) | Salentijn VII van Isenburg-Grenzau (vóór 1470–1534) ⚭ Elisabeth van Hunolstein-Neumagen (ca. 1475–1536/38) | Salentijn VII van Isenburg-Grenzau (vóór 1470–1534) ⚭ Elisabeth van Hunolstein-Neumagen (ca. 1475–1536/38)                                                        | Salentijn VII van Isenburg-Grenzau (vóór 1470–1534) ⚭ Elisabeth van Hunolstein-Neumagen (ca. 1475–1536/38) |
| Ouders                                               | Filips IV van Waldeck-Wildungen (1493–1574) ⚭ 1554 Jutta van Isenburg-Grenzau (?–1564) | Filips IV van Waldeck-Wildungen (1493–1574) ⚭ 1554 Jutta van Isenburg-Grenzau (?–1564)           | Filips IV van Waldeck-Wildungen (1493–1574) ⚭ 1554 Jutta van Isenburg-Grenzau (?–1564)      | Filips IV van Waldeck-Wildungen (1493–1574) ⚭ 1554 Jutta van Isenburg-Grenzau (?–1564) | Filips IV van Waldeck-Wildungen (1493–1574) ⚭ 1554 Jutta van Isenburg-Grenzau (?–1564)      | Filips IV van Waldeck-Wildungen (1493–1574) ⚭ 1554 Jutta van Isenburg-Grenzau (?–1564) | Filips IV van Waldeck-Wildungen (1493–1574) ⚭ 1554 Jutta van Isenburg-Grenzau (?–1564) | Filips IV van Waldeck-Wildungen (1493–1574) ⚭ 1554 Jutta van Isenburg-Grenzau (?–1564)      | Filips IV van Waldeck-Wildungen (1493–1574) ⚭ 1554 Jutta van Isenburg-Grenzau (?–1564) | Filips IV van Waldeck-Wildungen (1493–1574) ⚭ 1554 Jutta van Isenburg-Grenzau (?–1564) | Filips IV van Waldeck-Wildungen (1493–1574) ⚭ 1554 Jutta van Isenburg-Grenzau (?–1564)                     | Filips IV van Waldeck-Wildungen (1493–1574) ⚭ 1554 Jutta van Isenburg-Grenzau (?–1564) | Filips IV van Waldeck-Wildungen (1493–1574) ⚭ 1554 Jutta van Isenburg-Grenzau (?–1564) | Filips IV van Waldeck-Wildungen (1493–1574) ⚭ 1554 Jutta van Isenburg-Grenzau (?–1564)                     | Filips IV van Waldeck-Wildungen (1493–1574) ⚭ 1554 Jutta van Isenburg-Grenzau (?–1564)                                                                            | Filips IV van Waldeck-Wildungen (1493–1574) ⚭ 1554 Jutta van Isenburg-Grenzau (?–1564)                     |
| Magdalena van Waldeck-Wildungen (1558–1599)          | |                                                                                                  |                                                                                             | |                                                                                             | | |                                                                                             | | | | | | | | |
| Echtgenoten                                          | ⚭ 1576 Filips Lodewijk I van Hanau-Münzenberg (1553–1580) | ⚭ 1576 Filips Lodewijk I van Hanau-Münzenberg (1553–1580)                                        | ⚭ 1576 Filips Lodewijk I van Hanau-Münzenberg (1553–1580)                                   | ⚭ 1576 Filips Lodewijk I van Hanau-Münzenberg (1553–1580) | ⚭ 1581 Johan VII ‘de Middelste’ van Nassau-Siegen (1561–1623)                               | ⚭ 1581 Johan VII ‘de Middelste’ van Nassau-Siegen (1561–1623) | ⚭ 1581 Johan VII ‘de Middelste’ van Nassau-Siegen (1561–1623) | ⚭ 1581 Johan VII ‘de Middelste’ van Nassau-Siegen (1561–1623)                               | ⚭ 1581 Johan VII ‘de Middelste’ van Nassau-Siegen (1561–1623) | ⚭ 1581 Johan VII ‘de Middelste’ van Nassau-Siegen (1561–1623) | ⚭ 1581 Johan VII ‘de Middelste’ van Nassau-Siegen (1561–1623)                                              | ⚭ 1581 Johan VII ‘de Middelste’ van Nassau-Siegen (1561–1623) | ⚭ 1581 Johan VII ‘de Middelste’ van Nassau-Siegen (1561–1623) | ⚭ 1581 Johan VII ‘de Middelste’ van Nassau-Siegen (1561–1623)                                              | ⚭ 1581 Johan VII ‘de Middelste’ van Nassau-Siegen (1561–1623) | ⚭ 1581 Johan VII ‘de Middelste’ van Nassau-Siegen (1561–1623)                                              |
| Kinderen                                             | Filips Lodewijk II van Hanau-Münzenberg (1576–1612) ⚭ 1596 Catharina Belgica van Nassau (1578–1648) | Juliana van Hanau-Münzenberg (1577–1577)                                                         | Willem van Hanau-Münzenberg (1578–1579)                                                     | Albrecht van Hanau-Schwarzenfels (1579–1635) ⚭ 1604 Ehrengard van Isenburg-Birstein (1577–1637) | Johan Ernst van Nassau-Siegen (1582–1617)                                                   | Johan VIII ‘de Jongere’ van Nassau-Siegen (1583–1638) ⚭ 1618 Ernestine Yolande van Ligne (1594–1663) | Elisabeth van Nassau-Siegen (1584–1661) ⚭ 1604 Christiaan van Waldeck-Wildungen (1585–1637) | Adolf van Nassau-Siegen (1586–1608)                                                         | Juliana van Nassau-Siegen (1587–1643) ⚭ 1603 Maurits ‘de Geleerde’ van Hessen-Kassel (1572–1632) | Anna Maria van Nassau-Siegen (1589–1620) ⚭ 1611 Johan Adolf van Daun-Falkenstein-Broich (ca. 1581–1653) | Johan Albert van Nassau-Siegen (1590–1590)                                                                 | Willem van Nassau-Siegen (1592–1642) ⚭ 1619 Christiane van Erbach (1596–1646) | Anna Johanna van Nassau-Siegen (1594–1636) ⚭ 1619 Johan Wolfert van Brederode (1599–1655) | Frederik Lodewijk van Nassau-Siegen (1595–1600)                                                            | Magdalena van Nassau-Siegen (1596–1662) ⚭ 1631 Bernhard Moritz von Oeynhausen-Velmede (1602–1632) ⚭ 1642 Philipp Wilhelm von Innhausen und Knyphausen (1591–1652) | Johan Frederik van Nassau-Siegen (1597–1597)                                                               |
| Kleinkinderen                                        | 1. Charlotte Louise van Hanau-Münzenberg (1597–1649) 2. Dochter (1598–1598) 3. Filips Ulrich van Hanau-Münzenberg (1601–1604) 4. Amalia Elisabeth van Hanau-Münzenberg (1602–1651) 5. Catharina Juliana van Hanau-Münzenberg (1604–1668) 6. Filips Maurits van Hanau-Münzenberg (1605–1638) 7. Willem Reinhard van Hanau-Münzenberg (1607–1630) 8. Hendrik Lodewijk van Hanau-Münzenberg (1609–1632) 9. Frederik Lodewijk van Hanau-Münzenberg (1610–1627) 10. Jacob Johan van Hanau-Münzenberg (1612–1636) | –                                                                                                | –                                                                                           | 1. Albrecht van Hanau-Schwarzenfels (ca. 1605–?) 2. Maurits van Hanau-Schwarzenfels (ca. 1606–?) 3. Catharina Elisabeth van Hanau-Schwarzenfels (1607–1647) 4. Johanna van Hanau-Schwarzenfels (1610–1673) 5. Magdalena Elisabeth van Hanau-Schwarzenfels (1611–1687) 6. Johan Ernst van Hanau-Schwarzenfels (1613–1642) 7. Lodewijk Christoffel van Hanau-Schwarzenfels (?–?) 8. Elisabeth van Hanau-Schwarzenfels (ca. 1615–na 1665) 9. Maria Juliana van Hanau-Schwarzenfels (1617–1643) | –                                                                                           | 1. Maria van Nassau-Siegen (1619–1620) 2. Dochter (1620–1620) 3. Clara Maria van Nassau-Siegen (1621–1695) 4. Ernestine Charlotte van Nassau-Siegen (1623–1658) 5. Lamberta Alberta van Nassau-Siegen (1625–1635) 6. Johan Frans Desideratus van Nassau-Siegen (1627–1699) | 1. Maria Magdalena van Waldeck-Wildungen (1606–1671) 2. Sofia Juliana van Waldeck-Wildungen (1607–1637) 3. Anna Augusta van Waldeck-Wildungen (1608–1658) 4. Elisabeth van Waldeck-Wildungen (1610–1647) 5. Maurits van Waldeck-Wildungen (1611–1617) 6. Catharina van Waldeck-Wildungen (1612–1649) 7. Filips VII van Waldeck-Wildungen (1613–1645) 8. Christina van Waldeck-Wildungen (1614–1666) 9. Dorothea van Waldeck-Wildungen (1617–?) 10. Agnes van Waldeck-Wildungen (1618–1651) 11. Sibylla van Waldeck-Wildungen (1619–?) 12. Johanna Agatha van Waldeck-Wildungen (1620–1638) 13. Gabriël van Waldeck-Wildungen (1621–1624) 14. Johan II van Waldeck-Landau (1623–1668) 15. Louise van Waldeck-Wildungen (1625–?) | –                                                                                           | 1. Filips van Hessen-Kassel (1604–1626) 2. Agnes van Hessen-Kassel (1606–1660) 3. Herman van Hessen-Rotenburg (1607–1658) 4. Juliana van Hessen-Kassel (1608–1628) 5. Sabina van Hessen-Kassel (1610–1620) 6. Magdalena van Hessen-Kassel (1611–1671) 7. Maurits van Hessen-Kassel (1614–1633) 8. Sofia van Hessen-Kassel (1615–1670) 9. Frederik van Hessen-Eschwege (1617–1655) 10. Christiaan van Hessen-Kassel (1622–1640) 11. Ernst van Hessen-Rheinfels (1623–1693) 12. Christina van Hessen-Kassel (1625–1626) 13. Filips van Hessen-Kassel (1626–1629) 14. Elisabeth van Hessen-Kassel (1628–1633) | 1. Maurits van Daun-Falkenstein (1612–1612) 2. Willem Wirich van Daun-Falkenstein-Broich (1613–1682) 3. Emich van Daun-Falkenstein (ca. 1614–1642) 4. Anna Elisabeth van Daun-Falkenstein (ca. 1615–1706) 5. Ernestina van Daun-Falkenstein (?–?) | – | 1. Johan Willem van Nassau-Siegen (1619–1623) 2. Maurits Frederik van Nassau-Siegen (1621–1638) 3. Maria Magdalena van Nassau-Siegen (1622–1647) 4. Ernestina Juliana van Nassau-Siegen (1624–1634) 5. Elisabeth Charlotte van Nassau-Siegen (1626–1694) 6. Hollandina van Nassau-Siegen (1628–1629) 7. Wilhelmina Christina van Nassau-Siegen (1629–1700) | 1. Sofia Theodora van Brederode (1620–1678) 2. Juliana van Brederode (ca. 1622–1678) 3. Florentina van Brederode (1624–1698) 4. Trajectina Anna van Brederode (1626–1672) 5. Walraven van Brederode (1628–1628) 6. Amalia Margaretha van Brederode (?–1663) 7. Doodgeboren dochter (1630) 8. Doodgeboren dochter (1631) 9. Ongedoopt overleden zoon 10. Ongedoopt overleden zoon 11. Ongedoopt overleden dochter 12. Ongedoopt overleden dochter | – | – | – |